# Сондерс, Марк
Марк Сондерс (англ. Mark Saunders) — британский музыкальный продюсер. В 1996 году переехал в Нью-Йорк, где работает в собственной студии на Манхэттене.

## Биография
Свою карьеру Майк Сондерс начал в качестве помощника Клайва Лангера и Алана Уинстенли в лондонской студии West Side Studios.

## Сотрудничество
Марк Сондерс принимал участие в работе над альбомами:
- Wild![1] британского дуэта Erasure
- Raw Like Sushi[2] шведской рэп-исполнительницы Нене Черри
- Maxinquaye[3] британского музыканта Tricky
- Wish[4] группы The Cure.